# Gettin' Smile
Gettin' Smile è il primo e unico EP del gruppo musicale britannico Smile, pubblicato postumo nel 1982.
La particolarità di Gettin' Smile è che è stato inciso solo per il mercato giapponese nel 1982, con l'approvazione di Brian May, negli anni in cui il successo dei Queen impazzava anche nel Sol Levante. Tra le 6 tracce dell'album trova posto anche la canzone Doin' Alright, scritta da May e Staffell, che è apparsa anche nel primo album dei Queen, nel 1973. Tutti i pezzi sono stati registrati nei Trident Studios di Londra nel 1969.
Nel 1997 l'EP è stato ripubblicato con il titolo Ghost of a Smile, con i brani in un ordine differente e con l'aggiunta di due versioni del brano Man from Manhattan, cantate da Eddie Howell.

## Tracce
Testi e musiche di Brian May e Tim Staffell, eccetto dove indicato.
1. Doin' Alright – 3:48
2. Blag – 3:16
3. April Lady – 2:44
4. Polar Bear – 3:58
5. Earth – 4:03 (Tim Staffell)
6. Step on Me – 3:13

## Formazione
- Tim Staffell – voce, basso
- Brian May – chitarra, voce secondaria
- Roger Taylor – batteria, cori